# رود کیچمنگا
رود کیچمنگا (انگلیسی: Kichmenga) یک رودخانه در استان ولوگدای کشور روسیه است.